# Acid rock
Acid rock – odmiana psychodelicznego rocka. Charakteryzuje się ostrym brzmieniem, zdominowanym przez elektryczne gitary, a strukturalnie opartym na bluesie. Charakterystycznym elementem dla stylu są długie improwizacje solowe, a także często przesterowane partie instrumentów klawiszowych i riffy zapowiadające nadejście hard rocka. Do najwybitniejszych przedstawicieli należą Jimi Hendrix, Cream, Iron Butterfly, The Doors, Jefferson Airplane, Janis Joplin oraz zespół Deep Purple w początkowej fazie rozwoju.